# ATP Challenger Pau
Das ATP Challenger Pau (offizieller Name: Teréga Open Pau–Pyrénées) ist ein seit 2019 stattfindendes Tennisturnier in Pau. Es ist Teil der ATP Challenger Tour und wird in der Halle auf Hartplatz ausgetragen.

## Siegerliste

### Einzel
| Jahr | Sieger            | Finalgegner    | Finalergebnis   |
| ---- | ----------------- | -------------- | --------------- |
| 2025 | Raphaël Collignon | Patrick Zahraj | 6:2, 6:4        |
| 2024 | Otto Virtanen     | Leandro Riedi  | 7:5, 7:5        |
| 2023 | Luca Van Assche   | Ugo Humbert    | 7:65, 4:6, 7:66 |
| 2022 | Quentin Halys     | Vasek Pospisil | 4:6, 6:4, 6:3   |
| 2021 | Radu Albot        | Jiří Lehečka   | 6:2, 7:65       |
| 2020 | Ernests Gulbis    | Jerzy Janowicz | 6:3, 6:4        |
| 2019 | Alexander Bublik  | Norbert Gombos | 5:7, 6:3, 6:3   |

### Doppel
| Jahr | Sieger                                   | Finalgegner                               | Finalergebnis     |
| ---- | ---------------------------------------- | ----------------------------------------- | ----------------- |
| 2025 | Jakob Schnaitter Mark Wallner            | Alexander Blockx Raphaël Collignon        | 6:4, 6:75, [10:8] |
| 2024 | Christian Harrison Brandon Nakashima     | Romain Arneodo Sam Weissborn              | 7:65, 6:4         |
| 2023 | Dan Added Albano Olivetti (2)            | Julian Cash Constantin Frantzen           | 3:6, 6:1, [10:8]  |
| 2022 | Albano Olivetti (1) David Vega Hernández | Karol Drzewiecki Kacper Żuk               | kampflos          |
| 2021 | Romain Arneodo Sam Weissborn             | Aisam-ul-Haq Qureshi David Vega Hernández | 6:3, 6:3          |
| 2020 | Benjamin Bonzi Antoine Hoang             | Simone Bolelli Florin Mergea              | 6:3, 6:2          |
| 2019 | Scott Clayton Adil Shamasdin             | Sander Arends Sam Weissborn               | 7:64, 5:7, [10:7] |